# 新日本風土記
『新日本風土記』（しんにほんふどき）は、2011年4月1日からNHK BSプレミアム（2023年12月5日からNHK BS・NHK BSプレミアム4K）で放送されている紀行番組。字幕放送を実施。
本項目では、関連番組として放送されているミニ番組『もういちど、日本』（もういちど、にっぽん）、および『新日本風土記』の映像アーカイブスとして運用を開始したインターネットサイト「NHK映像マップ みちしる」（エヌエイチケイえいぞうマップ みちしる）についても記載する。

## 番組概要
日本各地に伝わる伝統や風習、その土地で暮らす人々の姿などを映像で綴る番組で、2011年4月1日のNHK BSプレミアム開局初日にスペシャル版として放送を開始した。番組は、毎週一つのテーマで五つほどの物語を綴った「オムニバス」形式の構成となっている。
レギュラー放送開始前に、2010年3月16日から3月20日までパイロット版の『新日本風土記』を旧NHKデジタル衛星ハイビジョン（BShi）で放送。この放送は、日本のさまざまな姿を映像遺産として番組化し、未来へ残していくことを目的としている。
制作は原則としてNHK本体が担当するが、特定の地域を取り上げる場合はNHKの各地方放送局が制作を担当する。
プロデューサーの伊藤純はこの番組により、2018年度芸術選奨文部科学大臣賞（放送部門）を受けた。
長らく本放送、再放送ともに金曜日に行われていたが、2023年度からは本放送が火曜日の21:00 - 21:58に移動となる。
地上波での放送は不定期に行われていたが、2022年度のみNHK総合にてレギュラー放送が行われており、NHKプラスでもNHK総合で放送された回の同時配信、及び見逃し配信も行われていた。

### 音楽
- 番組テーマ曲 - 『あはがり』（詞・唄：朝崎郁恵、編曲：吉俣良）

番組公式サイトに歌詞とメイキング映像へのリンクがある。

## もういちど、日本
2011年4月4日に放送を開始したミニ番組で、『新日本風土記』の関連番組として位置付けられている。今後『新日本風土記』で放送されるテーマの一部を紹介している。原則としてBSプレミアムのみの放送であるが、NHK総合やEテレで不定期に放送される場合がある（ミッドナイトチャンネル枠や『歌うコンシェルジュ』など）。
2012年1月10日（1月9日深夜）からは新たにEテレとワンセグ2でレギュラー放送が開始（ワンセグ2では独自放送あり）、同年4月からはEテレと近畿地方のNHK総合で定時放送が実施されている。
2024年4月18日からは、NHK総合の平日昼に放送されている『列島ニュース』の14時台のコーナーの1つとして、過去にBSで放送された内容が放送されている。

## 出演者

### 現在
- 松たか子（語り）：主にオープニングナレーション・タイトルコールおよび番組宣伝スポットを担当。サブナレーションをする場合もある。
- 中條誠子（メインナレーション）：2016年4月15日（山陰海岸回）から。※もういちど、日本は不定期担当。
- 井上二郎（サブナレーション）

### 過去
- 高橋美鈴（メインナレーション）
- 伊東敏恵（メインナレーション）
- 黒沢保裕（サブナレーション）
- 原田裕和（同上）
- 小野卓司（同上）
- 瀧川剛史（同上）
- 石澤典夫（同上）※NHK退局により、2017年9月に番組降板。ただし もういちど、日本では現在も多くの回のナレーションを担当している。
- 中山庸介（同上）
- 秋鹿真人（同上）
- 結城さとみ（もういちど、日本のみ ナレーション：2011年度）
- 大沼ひろみ（もういちど、日本のみ ナレーション：2011年度）
- 岩槻里子（もういちど、日本のみ ナレーション：2011年度）

## 放送時間
特記がないものは、BSプレミアムならびにBS4K（2023年12月5日からNHK BSならびにNHK BSプレミアム4K）での放送時間。時刻は全て日本標準時。

### 2024年度
- 本放送
  - 火曜日 20:00 - 21:00

### 2023年度
- 本放送
  - 火曜日 21:00 - 22:00
- 再放送
  - 翌金曜日 8:00 - 9:00（2023年12月からNHK BSプレミアム4Kのみ）
  - 翌金曜日 9:30 - 10:30（2023年12月からNHK BSのみ）

### 2022年度
- 本放送
  - 金曜日 21:00 - 22:00
- 再放送
  - 翌金曜日 8:00 - 9:00

- 再放送：火曜日 14:05 - 14:50（総合）
  - BSプレミアム・BS4Kで過去に放送された回からのセレクション放送。また放送時間の都合上、45分編集版となっていた。
  - 祝日、国会中継時、高校野球などのスポーツ中継時は休止。
  - 地上波での放送が休止となった場合は、NHKプラスの見逃し配信も休止となった。

## NHK映像マップ みちしる
2011年7月27日に運用を開始したウェブサイトで、『新日本風土記』を始めとするNHKの各番組の映像を蓄積している。「みちしる」はNHKアーカイブスの社会還元事業の一環として映像などを無償で提供している。また、ウェブサイト名として使用されている「みちしる」には「道しるべ」の意味が含まれており、地図を見ながら映像も見られる機能から「道を知る」あるいは「未知を知る」の意味も込められている。
当初は2011年3月16日に運用開始を予定していたが、同年3月11日に発生した東北地方太平洋沖地震（東日本大震災）の被災地域の確認作業により、運用開始を7月27日に延期して開始されることになった。映像は各番組とも3分前後に編集しており、運用開始時点で410本の映像が提供される。
2011年現在、『新日本風土記』以外に提供されている主な番組は次の通り。
主な配信番組
- 大河ドラマ（本編終了後の「紀行」コーナー）
  - 篤姫
  - 天地人
  - 風林火山
  - 龍馬伝
- にっぽん木造駅舎の旅
- ローカル鉄道の旅
- さわやか自然百景
- 小さな旅
- 絶景 日本の名峰
- ふだん着の温泉
- 産地発!たべもの一直線
- ゆうどきネットワーク
- 昭和のSL映像館

## 関連番組
- トラッドジャパン（語学番組）

- どきどきこどもふどき（学校放送）